# Триродийгептаиттрий
Триродийгептаиттрий — бинарное неорганическое соединение
иттрия и родия
с формулой Rh3Y7,
кристаллы.

## Получение
- Спекание стехиометрических количеств чистых веществ:

{\displaystyle {\mathsf {7\;Y+3\;Rh\ {\xrightarrow {1300^{o}C}}\ Rh_{3}Y_{7}}}}

## Физические свойства
Триродийгептаиттрий образует кристаллы
гексагональной сингонии,
пространственная группа P 63mc,
параметры ячейки a = 0,9793 нм, c = 0,6196 нм, Z = 2,
структура типа гептаторийтрижелеза Fe3Th7
.
Соединение образуется по перитектической реакции при температуре ≈1300°С
.